# Agatha Christies Hjerson
Agatha Christies Hjerson är en svensk TV-serie från 2021, skapad av Lisa James Larsson, Lisa Farzaneh och Patrik Gyllström. I serien utreder mästerdetektiven Sven Hjerson (Johan Rheborg) och TV-producenten Klara Sandberg (Hanna Alström) mord med viss hjälp av kriminalinspektören Frank (Peter Kanerva) i några avsnitt.
Serien hade premiär på streamingtjänsten C More den 16 augusti 2021 och består av åtta avsnitt.
Fyra mord på åtta avsnitt, alltså två avsnitt per mord. Serien utspelar sig i stor del på Åland och är mestadels inspelad där.
Figuren Sven Hjerson är baserad på en fiktiv detektiv skapad av den fiktiva deckarförfattaren Ariadne Oliver i Agatha Christies böcker om Hercule Poirot.

## Rollista (i urval)
- Johan Rheborg – mästerdetektiven Sven Hjerson
- Hanna Alström – Klara Sandberg, TV-producent och medarbetare till Hjerson
- Maja Söderström – Olivia, Klaras dotter
- David Fukamachi Regnfors – Niklas, Klaras make
- David Lenneman – Peder
- Maria Lundqvist – Majvor Lundqvist
- Peter Kanerva – Frank
- Björn Andrésen – Oscar
- Sam Herrgård - mästerdetektiven Sven Hjerson som barn

## Distribution
Agatha Christies Hjerson har sålts till ett flertal streamingtjänster i andra länder där den visats med undertexter i lokala språk. Den distribueras även på VOD-tjänster i ett urval länder. 
| Land           | Streamingtjänst |
| -------------- | --------------- |
| Tjeckien       | Viasat World    |
| Indien         | VR Films        |
| Israel         | Keshet          |
| Storbritannien | Channel 4       |